# روش تاریخی

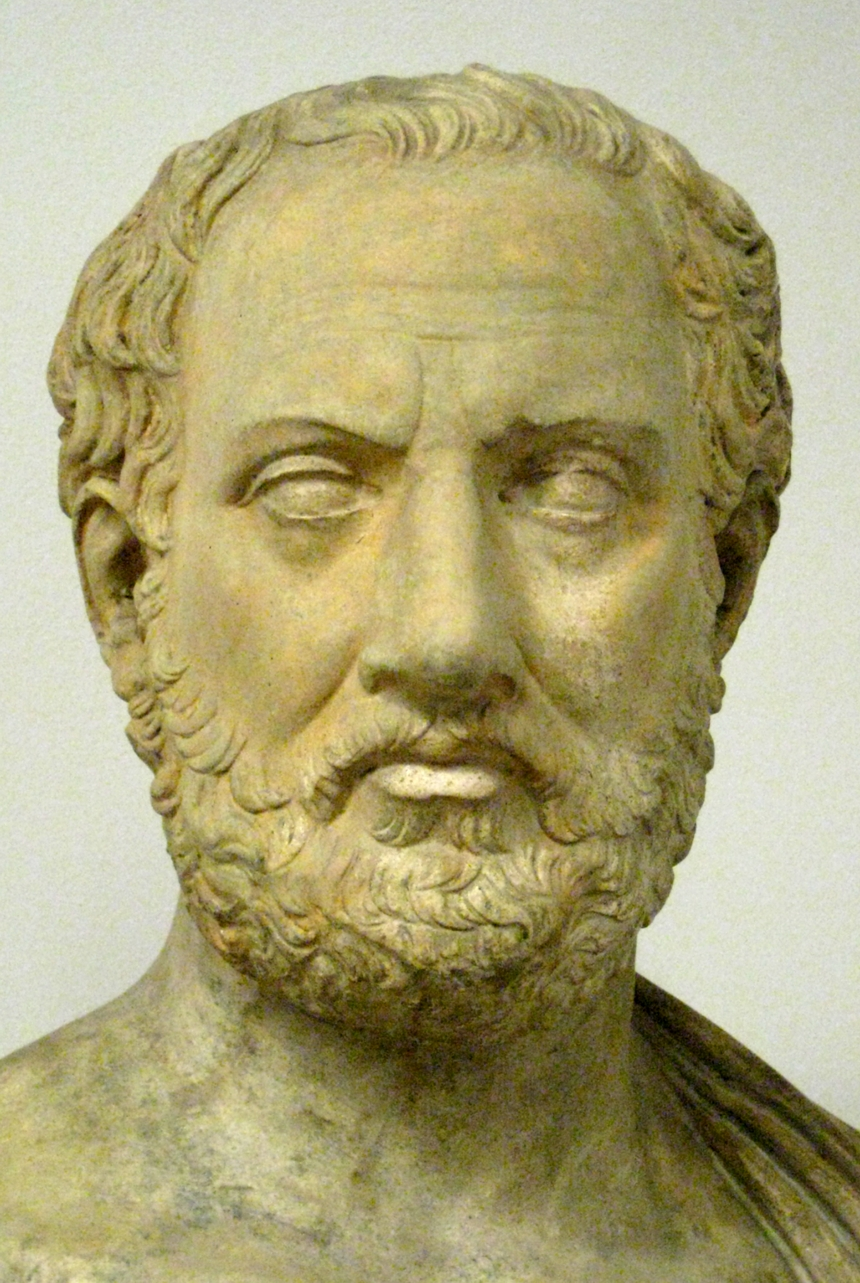
تندیس نیم‌تنهٔ توسیدید که به «پدر تاریخ علمی» شهرت دارد (رونوشت از یک اثر یونانی متعلق به سدهٔ چهارم پیش از میلاد)

روش تاریخی مجموعه‌ای از فنون و دستورالعمل‌هایی است که تاریخ‌نگاران برای پژوهش و نگارش تاریخ گذشته به‌کار می‌گیرند. منابع دست‌دوم، منابع دست‌اول و شواهد مادی مانند یافته‌های باستان‌شناسی می‌توانند مورد استفاده قرار گیرند، و مهارت تاریخ‌نگار در شناسایی این منابع، ارزیابی اعتبار نسبی آن‌ها و ترکیب شواهدشان به‌گونه‌ای است که تصویری دقیق و معتبر از رویدادها و محیط‌های گذشته ساخته شود.
روش تاریخی یعنی مجموعه‌ای از کارهایی که یک تاریخ‌نگار انجام می‌دهد تا گذشته را بفهمد و درست بنویسد. تاریخ‌نگار برای این کار به انواع منبع‌ها سر می‌زند: اسناد، نوشته‌های قدیمی، آثار باستانی، یا حتی روایت‌های شفاهی. بعد باید ببیند هر منبع چقدر معتبر است، چه کسی آن را نوشته، چه زمانی و کجا نوشته شده و آیا خودش شاهد ماجرا بوده یا از دیگری شنیده است. همچنین باید دقت کند که منبع ممکن است اشتباه یا حتی جعلی باشد، پس هر تکهٔ اطلاعات باید جداگانه بررسی شود.
در بررسی منبع‌ها، گاهی چند منبع دربارهٔ یک رویداد حرف‌های مشابهی می‌زنند و این باعث می‌شود گفتهٔ آن‌ها معتبرتر به‌نظر برسد. گاهی هم منابع اختلاف دارند و تاریخ‌نگار باید با عقل سلیم و شواهد جانبی، نسخهٔ درست‌تر را انتخاب کند. استقرا یعنی نگاه به نمونه‌های زیاد و دیدن الگو، مثلاً اگر هزاران کتیبه یک علامت را به یک معنی به‌کار برده باشند، احتمال زیاد همان معنی در یک کتیبهٔ تازه هم درست است. قیاس هم یعنی اگر دو چیز در چند ویژگی شبیه‌اند، شاید در یک ویژگی دیگر هم شبیه باشند، ولی این بیشتر برای پیشنهاد فرضیه خوب است، نه اثبات قطعی.
در طول تاریخ، روش‌های تاریخ‌نگاری تغییر کرده‌اند؛ از روایت‌های مذهبی و حماسی، به بررسی‌های علمی‌تر و اجتماعی. بعضی‌ها می‌گویند تاریخ یک علم است و باید مثل علوم اجتماعی مطالعه شود، بعضی دیگر آن را بیشتر یک هنر می‌دانند که به تخیل نیاز دارد. امروزه، تاریخ‌نگاران از بایگانی‌ها، چه کاغذی و چه دیجیتال، و حتی ابزارهای رایانه‌ای استفاده می‌کنند، و با ترکیب شواهد، سعی می‌کنند بهترین توضیح را برای آنچه در گذشته اتفاق افتاده پیدا کنند.
در فلسفهٔ تاریخ، پرسش دربارهٔ ماهیت و امکان یک روش تاریخی درست، در زیرشاخهٔ شناخت‌شناسی مطرح می‌شود. مطالعهٔ روش تاریخی و شیوه‌های گوناگون نگارش تاریخ را تاریخ‌نگاری می‌نامند.
گرچه تاریخ‌نگاران در اصول کلی و پایه با یکدیگر توافق دارند، در عمل «آیین‌نامه‌های ویژهٔ اثبات تاریخی، نه به‌طور گسترده رعایت می‌شوند و نه مورد توافق عمومی» هستند. برخی پژوهشگران تاریخ مشاهده کرده‌اند که برای حوزه‌های تاریخی مانند دین، هنر، علم، دموکراسی و عدالت اجتماعی، استانداردهای خاصی وجود ندارد، زیرا این حوزه‌ها به‌طور ذاتی «اساساً مورد مناقشه» هستند و برای تفسیر موضوعات آن‌ها به ابزارهای گوناگونی نیاز است که ویژهٔ هر حوزه باشد.

## نقد منبع
نقد منبع (یا ارزیابی اطلاعات) فرایند بررسی ویژگی‌های یک منبع اطلاعاتی است، مانند اعتبار، قابلیت اعتماد و ارتباط آن با موضوع در دست پژوهش.
گیلبرت جی. گاراگان و ژان دلانگلز (۱۹۴۶) نقد منبع را به شش پرسش تقسیم کرده‌اند:
چه زمانی منبع (نوشتاری یا غیرنوشتاری) تولید شده است (تاریخ)؟
کجا تولید شده است (محل)؟
توسط چه کسی تولید شده است (پدیدآورنده)؟
از چه مواد یا منابع پیشینی ساخته شده است (تحلیل)؟
در چه شکل اصلی تولید شده است (یکپارچگی)؟
ارزش گواهی‌دهندهٔ محتوای آن چیست (اعتبار)؟
چهار پرسش نخست را نقد عالی، پرسش پنجم را نقد پست و مجموع این دو را نقد بیرونی می‌نامند. پرسش ششم را نقد درونی می‌گویند. این مجموعه در کل نقد منبع نام دارد.
آر. جی. شیفر دربارهٔ نقد بیرونی می‌گوید: «گاهی گفته می‌شود که کارکرد آن منفی است، یعنی فقط مانع استفاده از شواهد نادرست می‌شود، در حالی که نقد درونی کارکرد مثبت دارد، یعنی به ما می‌آموزد چگونه از شواهد معتبر استفاده کنیم.»
لویی گاتشالک با اشاره به این که اسناد کمی کاملاً قابل اعتماد پذیرفته می‌شوند، قاعدهٔ کلی را چنین بیان می‌کند: «برای هر جزئی از یک سند، فرایند سنجش اعتبار باید جداگانه انجام شود، بی‌توجه به اعتبار کلی نویسنده.» اعتماد به نویسنده در کل می‌تواند احتمال اولیه‌ای برای در نظر گرفتن هر گفته ایجاد کند، اما هر قطعهٔ شواهد باید جداگانه سنجیده شود.

### روش‌های برخورد با منابع متناقض
ارنست برنهایم (۱۸۸۹) و شارل-ویکتور لانگلوآ و شارل سینیوبوس (۱۸۹۸) یک فرایند هفت‌مرحله‌ای برای نقد منبع در تاریخ پیشنهاد کردند:
اگر همهٔ منابع دربارهٔ یک رویداد هم‌نظر باشند، تاریخ‌نگاران می‌توانند آن رویداد را اثبات‌شده بدانند.
با این حال، اکثریت ملاک نیست؛ حتی اگر بیشتر منابع رویدادها را به شکلی یکسان گزارش کنند، این نسخه تنها زمانی پذیرفته می‌شود که از آزمون تحلیل متنی بگذرد.
منبعی که بخشی از روایتش با شواهد بیرونی تأیید شده باشد، در صورت عدم امکان تأیید کل متن، در تمامیتش قابل اعتماد است.
وقتی دو منبع در یک نکته اختلاف دارند، تاریخ‌نگار منبع دارای بیشترین «اعتبار» را ترجیح می‌دهد، یعنی منبعی که توسط کارشناس یا شاهد عینی ایجاد شده است.
شاهدان عینی عموماً ارجح هستند، به‌ویژه در شرایطی که ناظر عادی می‌توانسته رویداد را به‌درستی گزارش کند و به‌طور خاص زمانی که به واقعیت‌هایی می‌پردازد که برای اکثر معاصران شناخته‌شده بوده است.
اگر دو منبع مستقل در یک موضوع توافق داشته باشند، قابلیت اعتماد هر یک به‌طور محسوسی افزایش می‌یابد.
وقتی دو منبع اختلاف دارند و راه دیگری برای ارزیابی نیست، تاریخ‌نگار منبعی را برمی‌گزیند که بیشتر با عقل سلیم سازگار باشد.

### اصول اساسی برای تعیین قابلیت اعتماد
اصول بنیادی زیر برای نقد منبع توسط دو تاریخ‌نگار اسکاندیناویایی، اولدن-یورگنسن (۱۹۹۸) و تورستن تورن (۱۹۹۷) تدوین شده‌اند:
منابع انسانی می‌توانند یادگار باشند، مانند اثر انگشت، یا روایت‌ها، مانند یک بیانیه یا نامه. یادگارها منابعی معتبرتر از روایت‌ها هستند.
هر منبعی ممکن است جعلی یا تحریف‌شده باشد. شواهد قوی دربارهٔ اصالت منبع، قابلیت اعتماد آن را افزایش می‌دهد.
هرچه منبع به رویدادی که مدعی توصیف آن است نزدیک‌تر باشد، می‌توان بیشتر به آن اعتماد کرد که توصیفی دقیق از آنچه رخ داده ارائه می‌دهد.
یک شاهد عینی معتبرتر از گزارش دست‌دوم است، و گزارش دست‌دوم معتبرتر از شنیده‌های با واسطهٔ بیشتر است و همین‌طور ادامه دارد.
اگر چند منبع مستقل پیام یکسانی داشته باشند، اعتبار آن پیام به‌شدت افزایش می‌یابد.
گرایش یک منبع، انگیزهٔ آن برای ایجاد نوعی سوگیری است. این گرایش‌ها باید به حداقل برسند یا با انگیزه‌های مخالف تکمیل شوند.
اگر نشان داده شود که شاهد یا منبع علاقهٔ مستقیمی به ایجاد سوگیری ندارد، اعتبار پیام افزایش می‌یابد.

#### معیارهای اصالت
تاریخ‌نگاران گاهی باید تعیین کنند چه بخشی از یک منبع «اصیل» است و چه بخشی نیست. در چنین شرایطی، «معیارهای اصالت» بیرونی و درونی به کار می‌روند. این‌ها ابزارهای فنی برای ارزیابی منابع و جداسازی بخش‌های «اصیل» از جعل یا دستکاری هستند.
معیارهای بیرونی به مسائلی مربوط می‌شوند که با تعیین نویسندگی یک منبع یا مجموعه‌ای از منابع مرتبط است؛ مثلاً این که نویسنده خود آن را نوشته یا خیر، آیا منابع دیگر نویسندگی را به او نسبت داده‌اند، یا این که نسخه‌های خطی مستقل بر محتوای منبع توافق دارند یا خیر.
معیارهای درونی به قالب، سبک و زبان نویسنده مربوط می‌شود؛ این که آیا یک منبع با محیطی که در آن تولید شده ناسازگار است، دارای ناسازگاری زمانی یا تاریخی است، نحوهٔ انتقال متن چگونه بوده، و آیا در آن افزوده‌ها یا حذف‌هایی وجود دارد یا خیر.

### شواهد شاهد عینی
آر. جی. شیفر (۱۹۷۴) این فهرست بررسی را برای ارزیابی شهادت شاهد عینی پیشنهاد می‌کند:
آیا معنای واقعی گفته با معنای تحت‌اللفظی آن متفاوت است؟ آیا واژه‌ها در معنایی به‌کار رفته‌اند که امروز استفاده نمی‌شود؟ آیا گفته به‌صورت طعنه‌آمیز بیان شده است؟
نویسنده تا چه حد می‌توانسته چیزی را که گزارش کرده ببیند یا حس کند؟ آیا حواس او برای مشاهده کافی بوده‌اند؟ موقعیت فیزیکی او برای دیدن، شنیدن یا لمس مناسب بوده است؟ آیا توانایی اجتماعی لازم برای مشاهده را داشته (مثلاً زبان را می‌فهمیده یا مهارت‌های لازم مانند حقوق یا نظامی را داشته)، و آیا تحت فشار همسر یا پلیس مخفی نبوده است؟
چگونه نویسنده گزارش کرده و توانایی او در این زمینه چه بوده است؟
از نظر توانایی گزارش، آیا او سوگیری داشته؟ آیا وقت کافی برای گزارش داشته؟ مکان مناسب برای گزارش؟ ابزارهای ثبت کافی؟
چه زمانی گزارش کرده است؟ بلافاصله پس از مشاهده؟ مدت‌ها بعد؟ پنجاه سال بعد که بیشتر شاهدان مرده‌اند و بقیه ممکن است جزئیات را فراموش کرده باشند؟
انگیزهٔ نویسنده برای گزارش چه بوده؟ برای چه کسی گزارش کرده؟ آیا آن مخاطب می‌توانسته باعث تحریف شود؟
آیا سرنخ‌های دیگری برای صداقت مورد نظر وجود دارد؟ آیا نویسنده نسبت به موضوع بی‌تفاوت بوده و بنابراین احتمالاً قصد تحریف نداشته؟ آیا گفته‌هایی کرده که به ضرر خودش بوده و بنابراین احتمالاً قصد تحریف نداشته؟ آیا اطلاعات فرعی و تصادفی داده که احتمالاً قصد گمراهی نداشته؟
آیا گفته‌ها ذاتاً نامحتمل‌اند، مثلاً خلاف سرشت انسان یا در تضاد با دانش موجود؟
به یاد داشته باشیم که برخی اطلاعات آسان‌تر از برخی دیگر برای مشاهده و گزارش هستند.
آیا درون سند تناقض وجود دارد؟
لویی گاتشالک نکتهٔ دیگری اضافه می‌کند: «حتی وقتی واقعیت مورد نظر چندان شناخته‌شده نباشد، برخی گفته‌ها آن‌قدر تصادفی و محتمل هستند که خطا یا دروغ بودنشان بعید است. برای نمونه، اگر کتیبه‌ای باستانی روی یک جاده بگوید که یک پروکنسول آن جاده را در دوران پرینسپس آگوستوس ساخته، ممکن است بدون تأیید بیشتر تردید کنیم که آن پروکنسول واقعاً جاده را ساخته است، اما دشوارتر می‌توان تردید کرد که جاده در دوران فرمانروایی آگوستوس ساخته شده باشد. همچنین، اگر یک آگهی به خوانندگان اطلاع دهد که «قهوهٔ A و B را می‌توان از هر خواربارفروشی معتبر به قیمت غیرمعمول پنجاه سنت برای هر پوند خرید»، می‌توان تمام نتایج ضمنی آگهی را بدون تأیید بیشتر زیر سؤال برد، مگر این که این حقیقت را بپذیریم که نوعی قهوه به نام «A و B» در بازار وجود دارد.»

### شاهدان غیرمستقیم
گاراگان (۱۹۴۶) می‌گوید بیشتر اطلاعات از «شاهدان غیرمستقیم» می‌آید، یعنی افرادی که در صحنه حضور نداشتند اما خبر رویدادها را از شخص دیگری شنیده‌اند. تاریخ‌نگار لویی گاتشالک می‌گوید گاهی ممکن است تاریخ‌نگار زمانی که هیچ متن دست‌اولی موجود نیست، از شواهد حکایتی استفاده کند.
"در مواردی که او از شاهدان دست‌دوم استفاده می‌کند... این پرسش‌ها را مطرح می‌کند: (۱) شاهد دست‌دوم گفته‌های خود را بر پایهٔ شهادت چه شاهد دست‌اولی بنا کرده است؟ (۲) آیا شاهد دست‌دوم، شهادت دست‌اول را به‌طور کامل و دقیق گزارش کرده است؟ (۳) اگر نه، در چه جزئیاتی آن را دقیق گزارش کرده است؟ پاسخ‌های رضایت‌بخش به پرسش‌های دوم و سوم می‌تواند کل یا لبّ شهادت دست‌اول را که شاهد دست‌دوم تنها راه دسترسی به آن است، در اختیار تاریخ‌نگار قرار دهد. در چنین مواردی منبع دست‌دوم، منبع «اصلی» تاریخ‌نگار است، به معنای «خاستگاه» دانش او. تا آنجا که این منبع «اصلی» گزارشی دقیق از شهادت دست‌اول باشد، تاریخ‌نگار اعتبار آن را همان‌طور می‌سنجد که اعتبار خود شهادت دست‌اول را." گاتشالک اضافه می‌کند: "بنابراین، تاریخ‌نگار شواهد شنیده‌ها را، برخلاف دادگاه، صرفاً به این دلیل که شنیده‌ها هستند کنار نمی‌گذارد."— لویی رایشن‌تال گاتشالک، Understanding History، ص. ۱۶۵–۱۶۶

### سنت شفاهی
گیلبرت گاراگان (۱۹۴۶) معتقد است سنت شفاهی را می‌توان پذیرفت، اگر یا دو «شرط کلی» یا شش «شرط خاص» زیر را برآورده کند:
شرایط کلی.
سنت باید با زنجیره‌ای پیوسته از شاهدان پشتیبانی شود که از گزارشگر نخستین و بی‌واسطهٔ رویداد تا شاهد زندهٔ میانی که آن را نقل می‌کند، یا تا کسی که نخستین‌بار آن را مکتوب کرده، امتداد یابد.
چندین رشتهٔ موازی و مستقل از شاهدان باید گواهی دهند که رویداد مورد نظر رخ داده است.
شرایط خاص.
سنت باید یک رویداد عمومی مهم را گزارش کند، به‌گونه‌ای که الزاماً شمار زیادی از مردم به‌طور مستقیم از آن آگاه باشند.
سنت باید دست‌کم برای مدتی معین به‌طور عمومی پذیرفته شده باشد.
در طول آن دورهٔ معین، حتی از سوی افرادی که منفعتشان در انکار آن بوده، اعتراضی به آن نشده باشد.
سنت باید دارای طول عمر نسبتاً محدودی باشد. [گاراگان در جای دیگری حداکثر ۱۵۰ سال را پیشنهاد می‌کند، دست‌کم در فرهنگ‌هایی که در حفظ سنت شفاهی برتر هستند.]
در دورهٔ دوام سنت، روحیهٔ انتقادی باید به اندازهٔ کافی رشد کرده باشد و ابزارهای لازم برای بررسی انتقادی در دسترس بوده باشد.
افراد منتقدی که اگر سنت را نادرست می‌دانستند، بی‌شک آن را به چالش می‌کشیدند، چنین نکرده باشند.
روش‌های دیگری برای راستی‌آزمایی سنت شفاهی وجود دارد، مانند مقایسه با شواهد باستان‌شناسی.
شواهد تازه‌تر دربارهٔ قابلیت اعتماد یا بی‌اعتمادی احتمالی سنت شفاهی از پژوهش‌های میدانی در آفریقای غربی و اروپای شرقی به‌دست آمده است.